# Электровихревое течение
Электровихревое течение — течение в электропроводной жидкости, возникающее в результате взаимодействия электрического тока, пропускаемого через жидкость с собственным магнитным полем. Течение вызывается электромагнитной силой:
{\displaystyle \mathbf {F} =\mathbf {j} \times \mathbf {B} },
где F — объёмная электромагнитная сила, Н/м³;

j — плотность электрического тока, А/м2;

B — индукция магнитного поля, Тл.

Термин введён в 1970-х годах Э. В. Щербининым, под руководством которого проводились исследования гидродинамики жидких металлов в Институте физики ЛаССР.